# Priorat

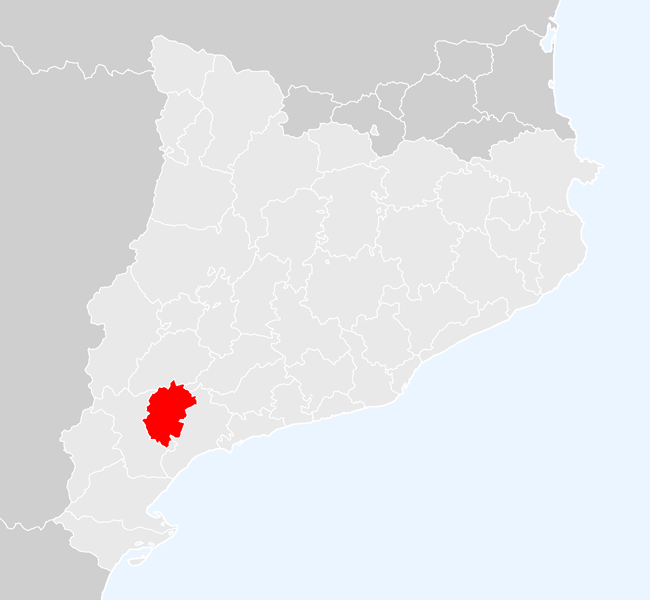
Localização do Priorat, na Catalunha.

Priorat

Priorat é uma região (comarca) da Catalunha. Abarca uma superfície de 498,60 quilômetros quadrados e possui uma população de 9.785 habitantes.

## Subdivisões
A comarca do Priorat subdivide-se nos seguintes 23 municípios:
- Bellmunt del Priorat
- La Bisbal de Falset
- Cabacés
- Capçanes
- Cornudella de Montsant
- Falset
- La Figuera
- Gratallops
- Els Guiamets
- El Lloar
- Marçà
- Margalef
- El Masroig
- El Molar
- La Morera de Montsant
- Poboleda
- Porrera
- Pradell de la Teixeta
- La Torre de Fontaubella
- Torroja del Priorat
- Ulldemolins
- La Vilella Alta
- La Vilella Baixa